# Planisferio de Sylvanus

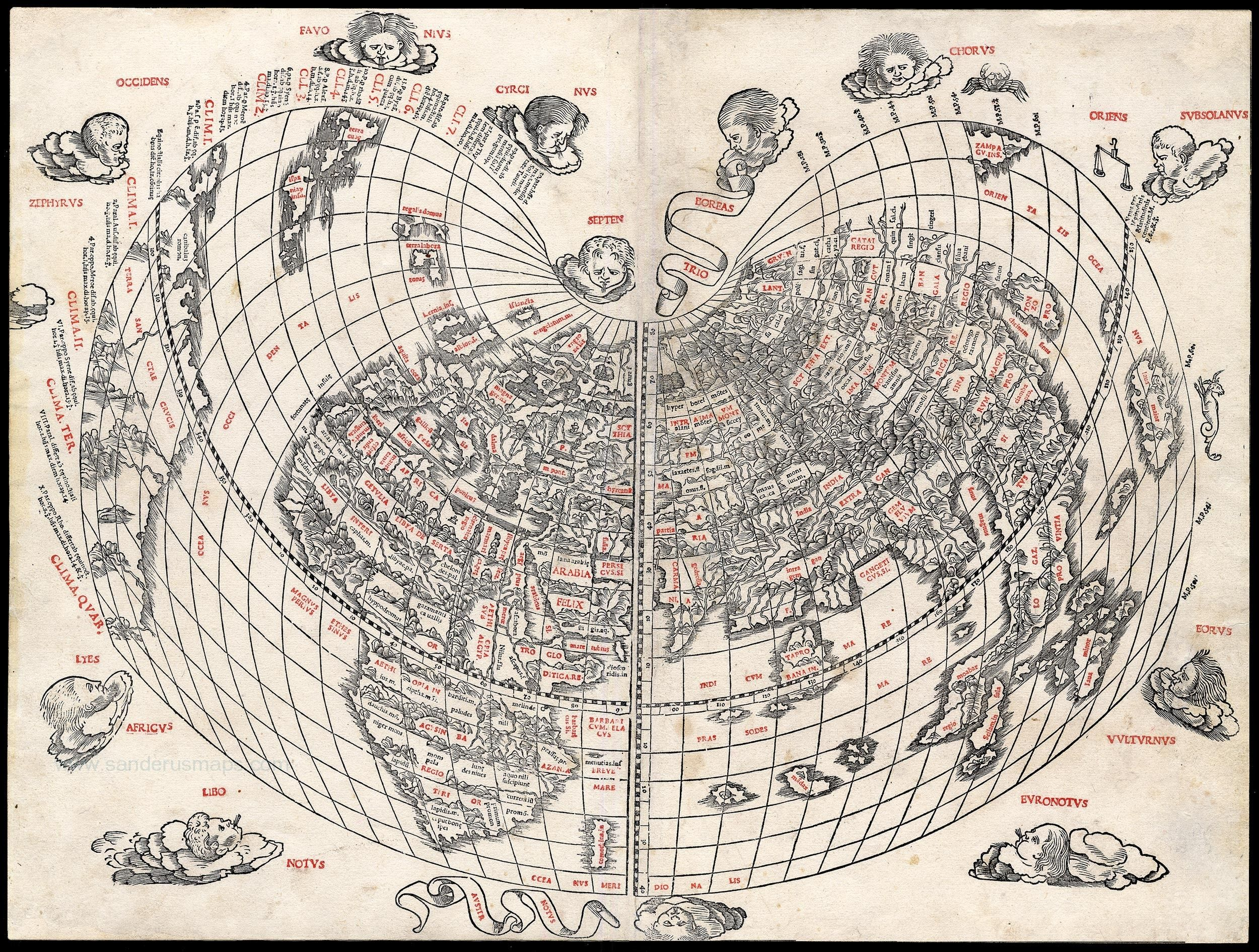
Planisferio de Sylvanus

El planisferio de Sylvanus o Mapamundi ptolemaico es el primer planisferio impreso a dos tintas. Fue dibujado por el cartógrafo italiano Bernardo Sylvanus para la edición de 1511 de la Geographia de Ptolomeo realizada por Jacob Pentium.

## Descripción
El planisferio, impreso en colores negro y rojo, mide 56,5 × 41,5 centímetros. Utiliza una proyección cordiforme que permite conservar mejor las proporciones, tratando de agregar la información proporcionada por los planisferios de Cantino y Caverio y las noticias proporcionadas por los navegantes, principalmente portugueses, al esquema ptolemaico general, sin sentir la necesidad de alterarlo.
Las tierras recientemente descubiertas se localizan en dos bloques, siguiendo el esquema de Cantino en su disposición general excepto en las costas de América del Norte que desaparecen. En su lugar, al norte y en la misma latitud que ocupa la península ibérica, se representan dos grandes islas y otras menores denominadas «Terra Cube» y «ispaniar insu». Labrador («terra laboratorus») es una isla situada más al este, próxima a Irlanda. Al sur, una gran masa de tierra continental cortada por el margen a la izquierda, recibe el nombre de «Terra Sanctae Crucis», dado por los portugueses a Brasil. Colocadas entre Europa y Asia, nada indica, sin embargo, que se conciban como un continente nuevo, no existiendo apenas distancia entre Cuba y Cipango, localizada en el extremo este, sin tierra que las separe.